# Каћурина штампарија у Панчеву
Каћурина штампарија у Панчеву саграђена је крајем 19. века  и представља непокретно културно добро као споменик културе. Бесправно је срушена 2004. године.
Зграда штампарије саграђена је као угаона приземна грађевина неправилне основе. Грађена је у две фазе, што је уочљиво у основи, али је јединственом обрадом фасаде постигнута целовитост објекта. Фасаде су геометријски декорисане, са плитким, полукружно завршеним нишама, у којима се налазе прозори и хоризонталним рустиком између њих. Зграда је грађена од опеке у кречном малтеру. Кров је сложен са покривачем од бибер црепа.
Поред културно-историјске вредности, као зграде у којој се налазила једна од најстаријих штампарија у Панчеву, овој споменик културе се својим изгледом, волуменом и стилским карактеристикама уклапао у урбану матрицу блока коме припада и као његов саставни део сведочио је о урбанизму пристанишног дела града и његовом спонтаном развоју.

## Историјат
Ову штампарију су основали браћа Павле и Каменко Јовановић 1870. године, а пред почетак Првог светског рата, 1913. године су је продали Емиру Каћури. Пре тога, Каћура је неко време поседовао штампарију у згради др Душана Дуде Бошковића, на углу улица Браће Јовановић и Димитрија Туцовића. Она се сматра једном од најстаријих штампарија на територији Панчева и због свог значаја постала је споменик културе.

## Рушење
Иако је Одлуком Владе Републике Србије број 633-1772/99 од 22.05.2001. године овај објекат стављен под заштиту државе и проглашен спомеником културе, зграда Каћурине штампарије је само три године касније, 2004. године, срушена до темеља, супротно конзерваторским условима које је поставио Завод за заштиту споменика културе. Инвеститори Зоран Томић и шеф панчевачке општинске владе, Горан Вуковић, поднели су извештај са разлозима рушења овог објекта, након чега је Завод за заштиту споменик културе у Панчеву издао налог за обустављање радова, уз рок до када се грађевина мора вратити у првобитно стање, у складу са пројектом за који је Завод претходно дао сагласност. Грађевину ни након 17 година инвеститор није вратио у претходно стање, а нова изградња на овој локацији није омогућена.